# Eppes
Eppes è un comune francese di 432 abitanti situato nel dipartimento dell'Aisne della regione dell'Alta Francia.

## Storia

### Simboli
Lo stemma del comune si ispira a quello di Robert, cavaliere d'Eppes,  che nel 1227 recava uno scudo "di verde, a sei alerioni d'oro, ordinati 3 e 3.

## Società

### Evoluzione demografica
Abitanti censiti